# Chartres
Chartres er en fransk by beliggende i det nordlige Frankrig ca. 90 km sydvest for Paris i departementet Eure-et-Loir, der ligger i regionen Centre. Kommunen ligger 155 moh. (121–161 m) og har et areal på 1.685 km² og 39.767 indbyggere (2007).
Byen er kendt som pilgrimsmål for mange pilgrimme og for sin gotiske katedral, Cathédrale Notre-Dame de Chartres. Den blev i 1979 optaget på UNESCOs liste over verdenarvsliste. Den har en stor og velbevaret middelalderbykerne. Også smukke bygninger fra bl.a. renæssancen ligger omkring floden Eure, der løber igennem byen.
Byen er hovedby i det frodige landbrugsområde La Beauce, der ofte kaldes 'Frankrigs kornloft', hvilket historisk set har medvirket til at give byen betydelig rigdom.